# ソウメンシダ
ソウメンシダ（素麺羊歯、学名：Psilotum complanatum Sw.）はシダ植物の1つ。マツバラン属に含まれるもので、この属にはこの種とマツバランのみが含まれる。地上茎が扁平で、枝も平面的に展開する。

## 特徴
着生植物の多年生草本。地上茎の長さは時に1mを越え、着生した樹幹から垂れ下がる。地上茎は枝分かれした茎からのみなり、茎は断面が扁平となっており、またその枝分かれも同一平面上で行われる。地上茎は軟弱で弓なりに細長く伸びる。単体胞子群は茎の上に2列をなして並ぶ。

## 分布と生育環境
日本には産しないが、世界の熱帯域に広く分布する。南太平洋ではニューカレドニアを除く全ての島に見られるが、個体数は少ないという。

## 分類
本種はマツバランとの2種でマツバラン属を構成する。2種の違いはマツバランでは地上茎に稜があり、その断面はほぼ三角形であること、茎が丈夫でほぼ直立すること、単体胞子群は茎の上に3列をなすのに対して、本種では地上茎は断面が扁平であり、軟弱で細長くて垂れ下がること、単体胞子群は茎の上に2列に並ぶことが挙げられる。